# Sezemice
Sezemice (niem. Sesemitz) − miasto w Czechach, w kraju pardubickim. Według danych z 31 grudnia 2003 powierzchnia miasta wynosiła 2 214 ha, a liczba jego mieszkańców 3 097 osób.

## Demografia

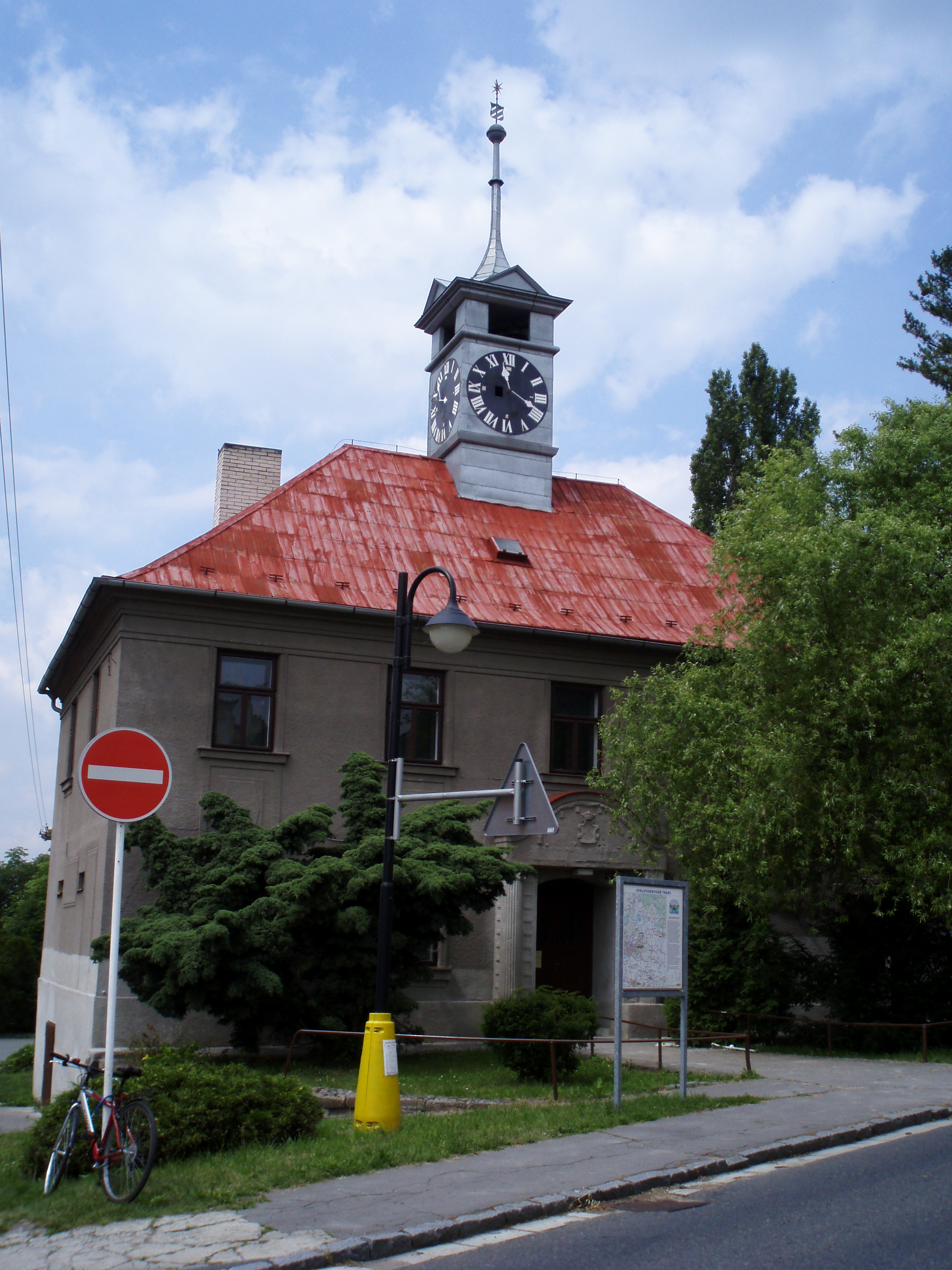
Stary Ratusz

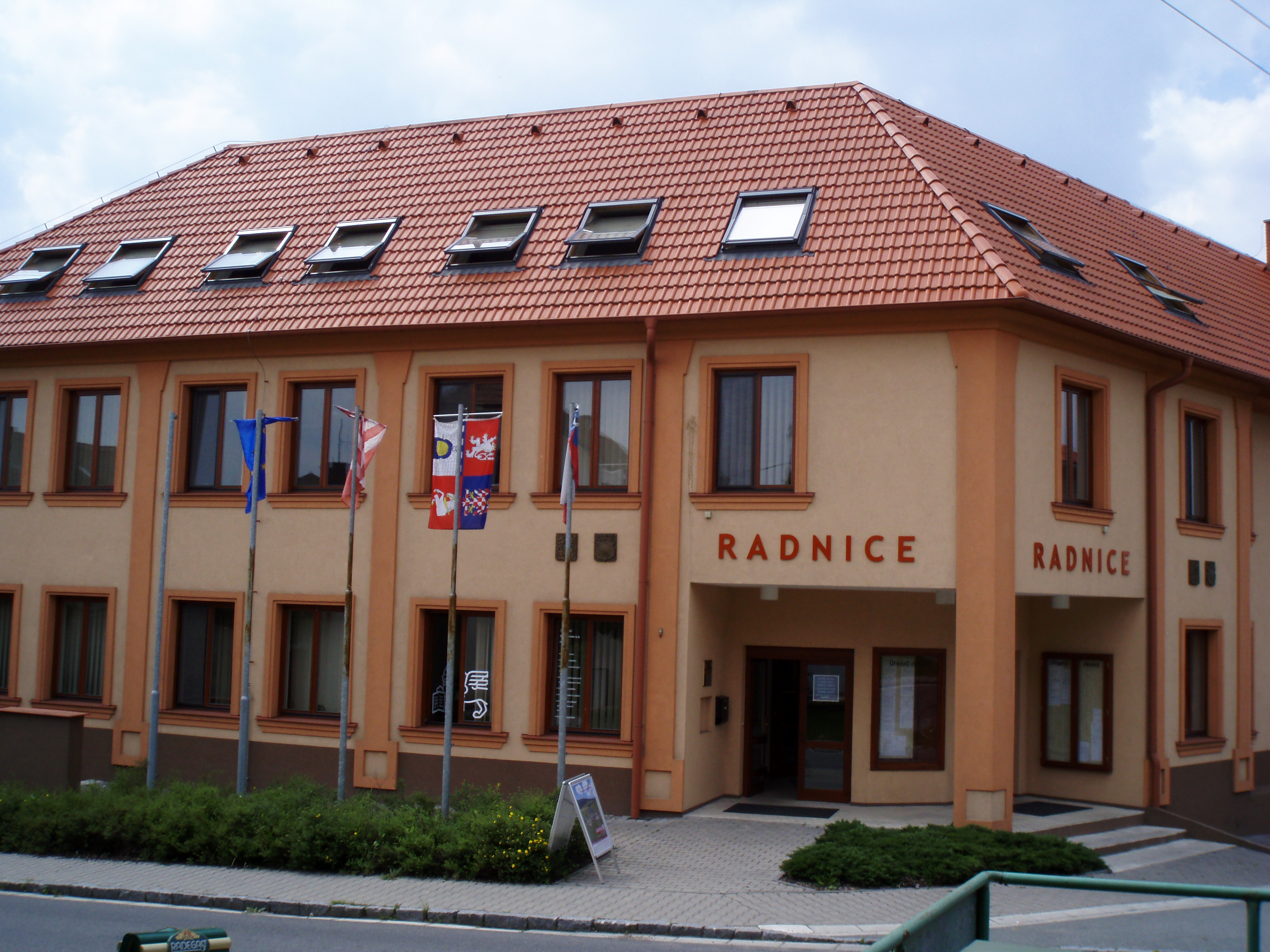
…i Nowy

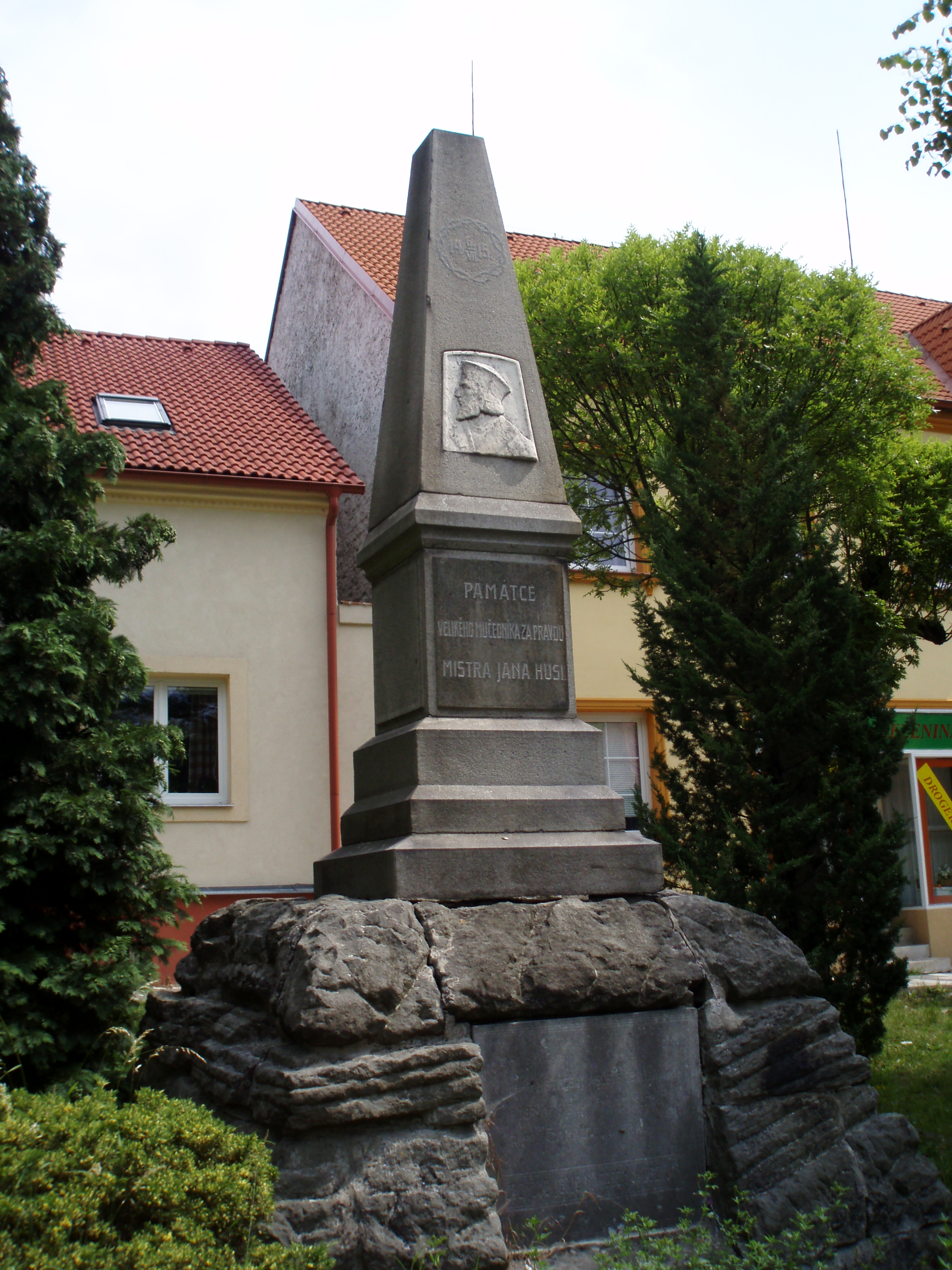
Pomnik Jana Husa

| Rok             | 1970  | 1980  | 1991  | 2001  | 2003  |
| --------------- | ----- | ----- | ----- | ----- | ----- |
| Liczba ludności | 2 940 | 2 863 | 2 742 | 3 007 | 3 097 |

Źródło: Czeski Urząd Statystyczny